# Crocus biflorus
Crocus biflorus es una especie botánica del género Crocus de la familia de las Iridaceae. 

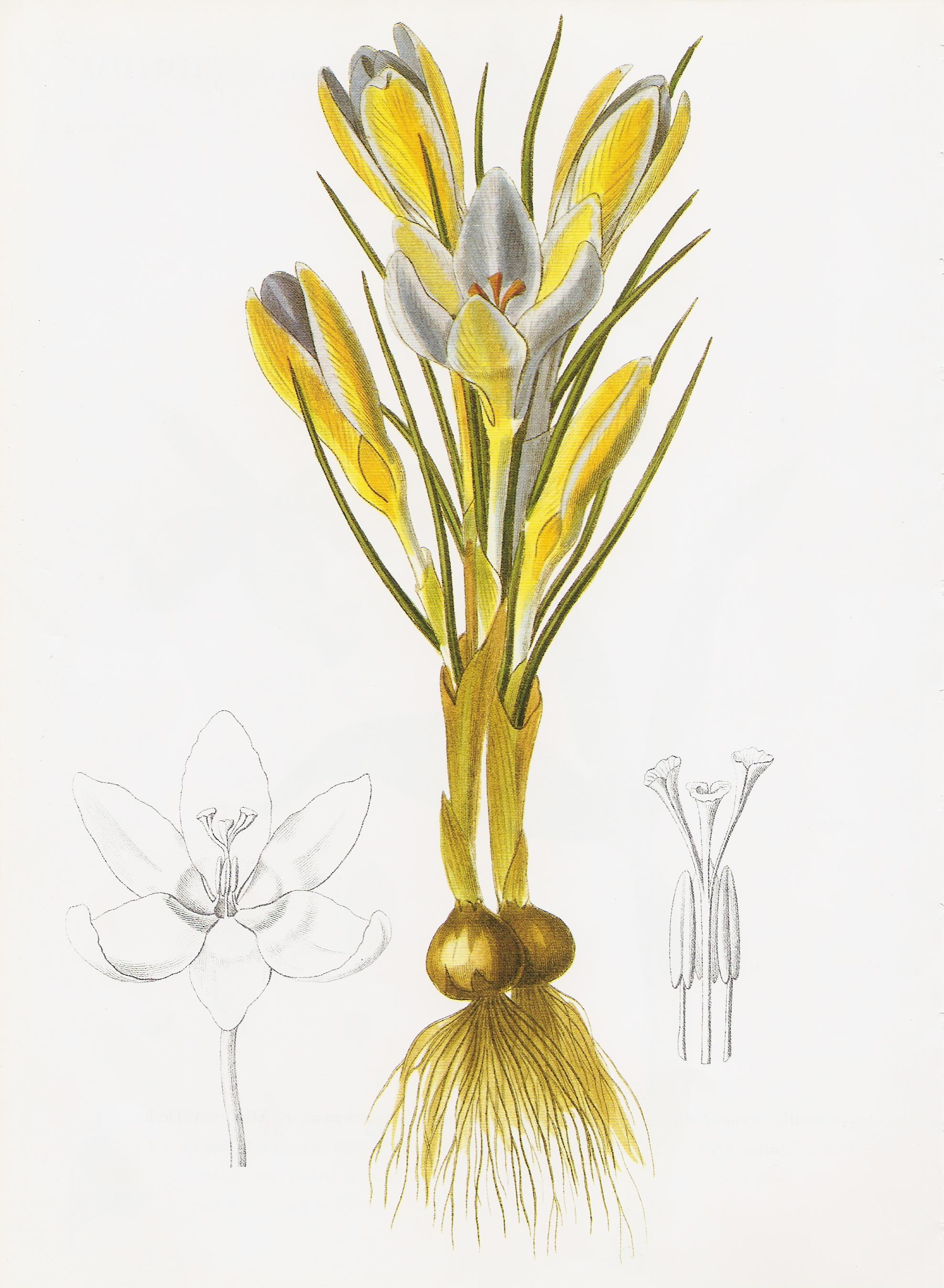
Ilustración de Miss S. A. Drake (fl. 1820s-1840s), del volumen 23 del Botanical Register (1837), editado por John Lindley

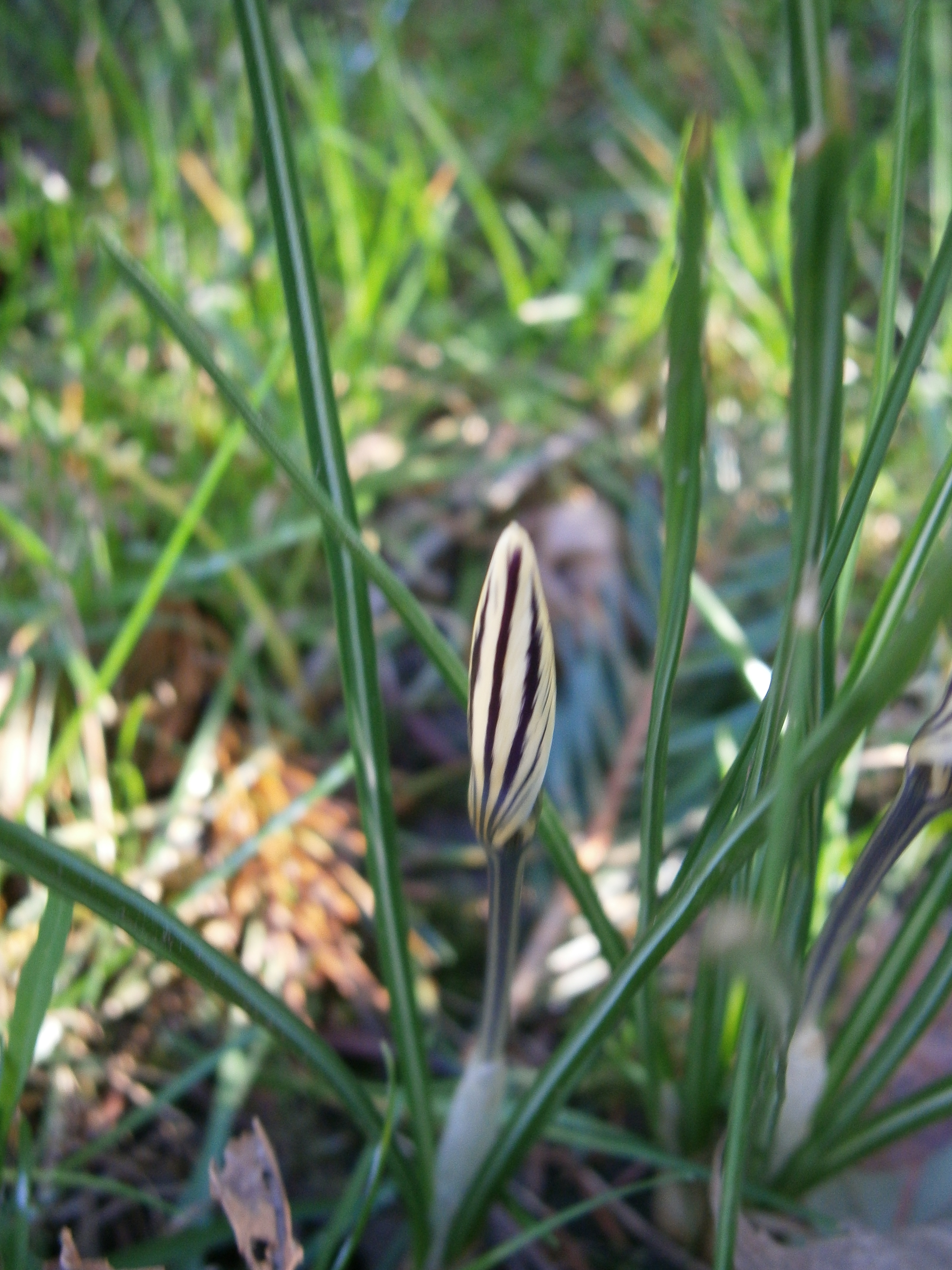
Vista de la planta

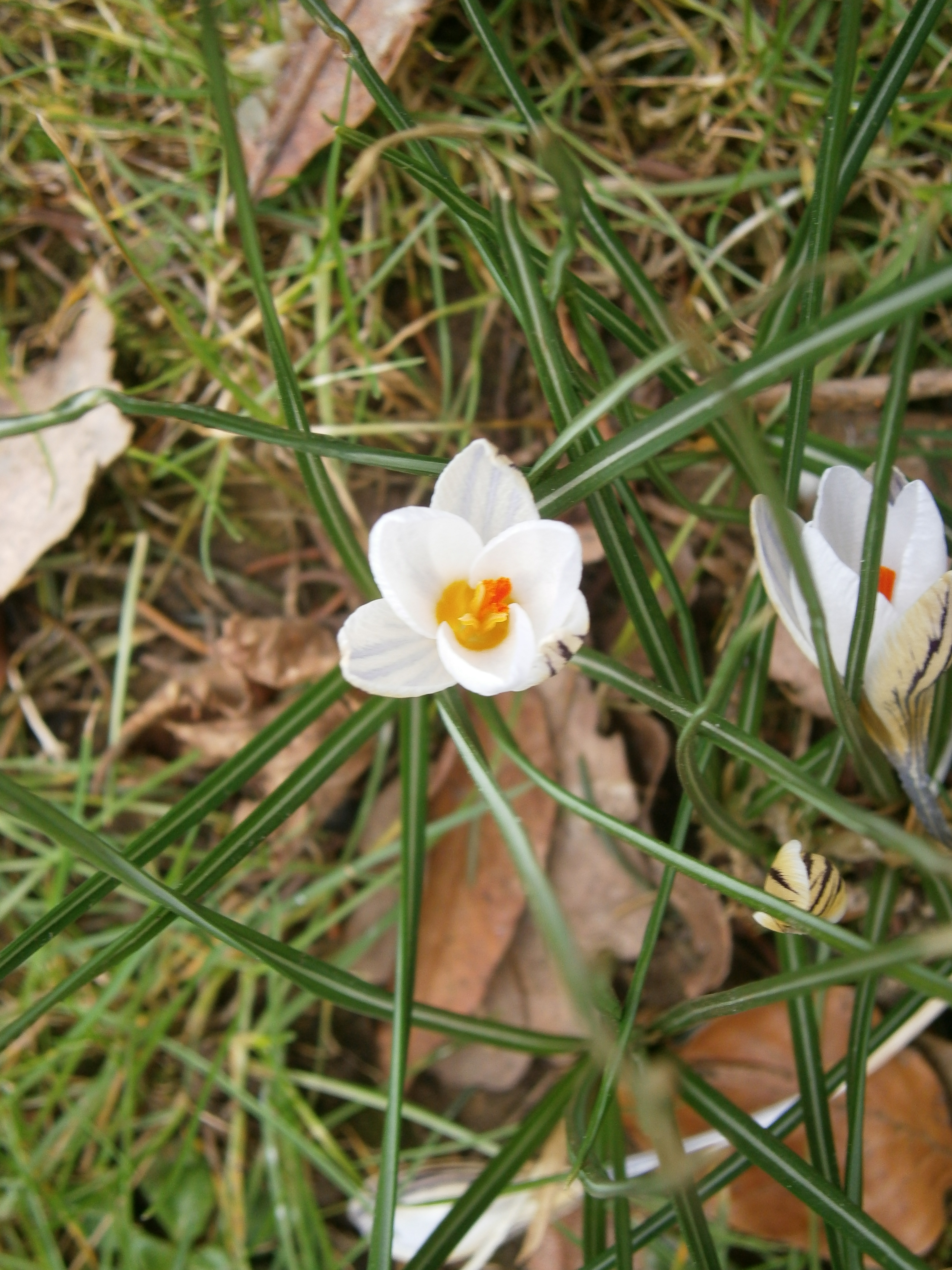
Vista de la planta en flor

## Descripción
Crocus biflorus es una planta perenne con un cormo,  alcanza un tamaño de  6 cm de alto y ancho. Es una especie muy variable, con flores en tonos malva pálido o blanco, a menudo con rayas oscuras en los tépalos  exteriores. Las flores aparecen a principios de primavera.

## Distribución
Crocus biflorus, es un complejo de especies con al menos 15 subespecies reconocidas. Su hábitat se extiende desde Italia a Irán.  La mayoría  florecen a finales del invierno (muchas de las variedades que se venden como Crocus chrysanthus son en realidad Crocus biflorus selecciones e híbridos), pero una flor con pocas formas en otoño.

## Cultivo
El cultivar 'Blue Pearl' ganó el Award of Garden Merit de la Royal Horticultural Society.

## Taxonomía
Crocus biflorus fue descrita por Philip Miller y publicado en The Gardeners Dictionary: . . . eighth edition no. 4. 1768.
Etimología
Crocus: nombre genérico que deriva de la palabra griega:
κρόκος ( krokos ). Esta, a su vez, es probablemente una palabra tomada de una lengua semítica, relacionada con el hebreo כרכום karkom, arameo ܟܟܘܪܟܟܡܡܐ kurkama y árabe كركم kurkum, lo que significa " azafrán "( Crocus sativus ), "azafrán amarillo" o la cúrcuma (ver Curcuma). La palabra en última instancia se remonta al sánscrito kunkumam (कुङ्कुमं) para "azafrán" a menos que sea en sí mismo descendiente de la palabra semita.
biflorus: epíteto latíno que significa "con dos flores".
Variedades aceptadas
- Crocus biflorus subsp. adamii (J.Gay) K.Richt.
- Crocus biflorus subsp. alexandri (Nicic ex Velen.) B.Mathew
- Crocus biflorus subsp. artvinensis (J.Philippow) B.Mathew
- Crocus biflorus subsp. crewei (Hook.f.) B.Mathew
- Crocus biflorus subsp. isauricus (Siehe ex Bowles) B.Mathew
- Crocus biflorus subsp. nubigena (Herb.) B.Mathew
- Crocus biflorus subsp. pulchricolor (Herb.) B.Mathew
- Crocus biflorus subsp. stridii (Papan. & Zacharof) B.Mathew
- Crocus biflorus subsp. tauri (Maw) B.Mathew
- Crocus biflorus subsp. weldenii (Hoppe & Fürnr.) K.Richt.

Sinonimia
- Crocus annulatus var. biflorus (Mill.) Herb.
- Crocus annulatus var. caerulescens (Herb.) Herb.
- Crocus annulatus var. estriatus (Herb.) Herb.
- Crocus annulatus var. pusillus (Ten.) Herb.
- Crocus argenteus Sabine
- Crocus argenteus var. batavicus Sabine
- Crocus argenteus var. praecox Sabine
- Crocus cinericius Weston
- Crocus circumscissus Haw.
- Crocus fussianus J.Gay ex Nyman
- Crocus italicus Gaudin
- Crocus lineatus Jan
- Crocus minimus Ten.
- Crocus nanus Herbich ex Steud.
- Crocus parkinsonii (Sabine) Steud.
- Crocus praecox Haw.
- Crocus pusillus (Ten.) Ten.
- Crocus striatus Link
- Crocus vernus var. pusillus Ten.[8][9]